# صالحاني
صالحاني هي إحدى القرى اللبنانية من قرى قضاء بنت جبيل في محافظة النبطية. . تنعزل قرية الصالحاني بما تبقى من مساكنها المهجورة عند آخر تلال قضاء بنت جبيل لجهة الناقورة، وتجاور خراج بلدات رامية، عيتا الشعب وبيت ليف. تطالعك اثناء توجهك اليها بطريقها الصخرية الوعرة وبأطلال منازلها، التي مازالت تحمل بين مداميك حجارتها عبقا من التاريخ لم تصله انبعاثات الحضارة والمدنية بعد.
ويكشف وضع هذه القرية الجنوبية الصغيرة، انها لم تدخل بعد ضمن خريطة الدولة اللبنانية، رغم قدمها واتساع اراضيها الزراعية، فالطريق الوحيدة المؤدية اليها والتي تمر عبر أزقة بلدة رامية، ليس فيها من الطريق شيء، بينما تكفل الإهمال والهجرة بالاستقواء عليها، فسلبت منها اعمدة الكهرباء وكوابلها التي مازالت اثارها ظاهرة حتى اليوم. كما سرق منها كل القليل الذي كان يشير إلى وجود حياة فيها.
ظلت تلك القرية عامرة باهلها حتى الاجتياح الإسرائيلي عام 1982، حيث قامت القوات الغازية يومها بقتل آخر قاطنيها وهي عائلة من آل عيسى؛ ومن ثم حولتها إلى حقل للرماية والتدريبات ومرابض لمدفعيتها ودباباتها، التي طالما قصفت بها المناطق المجاورة، يساعدها على ذلك موقعها العسكري الممتاز، على مرتفع يقابل مداخل عدد من الاودية والممرات الطبيعية، التي كانت تستعمل كطرق لرجال المقاومة. ويظهر ما تبقى من منازلها ومسجدها انها تعرضت للكثير من القصف، فيما تكفل مرور الزمن بتخريب ما سلم من الاعتداءات.
يقول كبار السن في بلدة رامية، التي يملك اهلها اليوم معظم اراضي الصالحاني وخرائبها، انهم يعرفون عن البلدة ما رواه عنها اجدادهم، الذين نقلوا ما سمعوه بدورهم عمن سبقوهم. ويؤكد أحد الأهالي ان تاريخ القرية يعود إلى مئات من السنين خلت. ويرجح ان تعود تسميتها إلى أحد الاولياء الذي سكنها وكان اسمه الشيخ محمد الصالحاني، الذي يقع قبره على مسافة غير بعيدة من البيوت”.
ويشير الأهالي إلى ان القرية كانت عامرة بأهلها وزراعتها. وكانت تعتبر بيادرها اهراءات المنطقة. ويقول ان اشجار الزيتون الموجودة فيها، هي من الاشجار المعمرة كما يظهر من عروقها وكبرها، بالإضافة إلى حجارة منازلها المنقوشة والكبيرة التي تدل على بقايا حضارة صغيرة مرت من هنا يوما.
القرية حاليا مهجورة كليا، باستثناء أحد الرعاة الذي يلجأ اليها ليلا مع قطيعه، مستفيدا من ظلال بعض حيطانها التي مازالت قائمة؛ وقبور جبانتها التي يشير عددها الكبير نسبيا إلى انها كانت مأهولة في أحد حقباتها. في الملفات الرسمية “لا يوجد أي كيان قانوني للبلدة أو أي مخصصات مالية لها، فهي مجرد مزرعة مهجورة، اذ ان تاريخها غير دقيق وقد تضم إلى بلدة رامية نظرا للتواصل الجغرافي بينهما”. ومؤخرا قام أحد النواب بتزفيت قسم من الطريق التي تصل اليها والبالغة حوالى ثلاثة آلاف متر، بعدما طلب الاهالي ذلك، لتشجيع أي نهضة عمرانية فيها قد تعيد لها ما أفل من عزها السابق، بينما تبقى هذه الدولة تنتظر ان تتكفل الدولة بتأمين مقومات وسبل العيش فيها، علها تساعد اصحاب الاملاك هناك على إعادة احيائها.